# 南防铁路
南防铁路为中华人民共和国广西壮族自治区的一条铁路，连接该自治区南宁市至防城港市，正线170.376公里，站线28.761公里。
北端在南宁南站同湘桂和南昆铁路接连，南段在钦州同钦北铁路相接可达北海港口，南端终点站为出海口岸站防城港。

## 历史
1972年5月由铁二院开始设计；1975年初步设计文件完成。1976年3月铁道部批准设计。1977年12月完成施工设计。1978年铁二院通过大王滩水库坝下方案的改线设计。
1978年1月，铁二局组织15个工程队约6000人陆续进入沙井——那立80公里地段。1978年3月，南防铁路全线开工。1980年3月，因调整国民经济，压缩基建投资而停工，计完成投资2934.58万元。1982年9月， 南防铁路复工。1983年1月，南防铁路全线施工。1985年12月26日，沙井站至钦州段铺轨通车。1986年7月25日，南宁至钦州段临时运营。1986年12月15日，铺轨到防城港并与港区铁路接轨通车。1987年5月1日，该铁路全线通车。1990年12月28日成立南防铁路公司负责管理，至此完成投资占批准总概算的91.4％。收尾工程待解决的问题有：通信设备仍系施工时设置的临时线路；信号设备除吴圩站南宁端设有臂板信号机1座外， 其余各站均为电话闭塞；生产、生活房屋仅占应建的62.78％， 线路的道床厚度及轨顶标高有40％未达到设计要求，机务、车辆的车间，上煤、送灰、给水、电力、列检等设施尚未建齐，未能达到按近期运量设计的正式通车要求。
1991年同全国铁路货运联网，1992年元月1日始办客运。
2001年开始，南防线逐步淘汰蒸汽机车，转而使用东风4B型内燃机车。
南防铁路的电气化工程有两阶段。第一阶段于2015年12月15日开工，2016年9月23日开通运营，马皇至防城港北；第二阶段于2018年4月24日开工建设，2019年5月31日全线开通，那罗至马皇区段。电气化完成后，列车运行速度最高可达120公里/小时，货物列车最高运行时速可提至80公里，缩短运输时长15%左右，单列牵引重量最高可达4500吨。